# جايسون سميث (ممثل)
جايسون سميث (بالإنجليزية: Jason Matthew Smith)‏ هو ممثل أمريكي، ولد في 8 نوفمبر 1972 في الولايات المتحدة.

## أعمال

### أفلام
- (2009) ستار تريك[2][3][4]

## وصلات خارجية
- جايسون سميث على موقع IMDb (الإنجليزية)
- جايسون سميث على موقع قاعدة بيانات الفيلم (الإنجليزية)